# Колумбия (округ, Орегон)
Округ Колумбия (англ. Columbia County) располагается в штате Орегон, США. Официально образован 16 января 1854 года. По состоянию на 2010 год, численность населения составляла 49 351 человека.

## География
По данным Бюро переписи США, общая площадь округа равняется 1781,922 км2, из которых 1701,632 км2 суша и 32,000 км2 или 4,590 % это водоёмы.

## Население
По данным переписи населения 2000 года в округе проживает 43 560 жителей в составе 16 375 домашних хозяйств и 12 035 семей. Плотность населения составляет 26,00 человек на км2. На территории округа насчитывается 17 572 жилых строений, при плотности застройки около 10,00-ти строений на км2. Расовый состав населения: белые — 94,42 %, афроамериканцы — 0,24 %, коренные американцы (индейцы) — 1,33 %, азиаты — 0,59 %, гавайцы — 0,10 %, представители других рас — 0,79 %, представители двух или более рас — 2,53 %. Испаноязычные составляли 2,51 % населения независимо от расы.
В составе 34,40 % из общего числа домашних хозяйств проживают дети в возрасте до 18 лет, 60,50 % домашних хозяйств представляют собой супружеские пары проживающие вместе, 8,70 % домашних хозяйств представляют собой одиноких женщин без супруга, 26,50 % домашних хозяйств не имеют отношения к семьям, 21,10 % домашних хозяйств состоят из одного человека, 8,10 % домашних хозяйств состоят из престарелых (65 лет и старше), проживающих в одиночестве. Средний размер домашнего хозяйства составляет 2,65 человека, и средний размер семьи 3,06 человека.
Возрастной состав округа: 27,30 % моложе 18 лет, 7,00 % от 18 до 24, 28,10 % от 25 до 44, 26,00 % от 45 до 64 и 26,00 % от 65 и старше. Средний возраст жителя округа 38 лет. На каждые 100 женщин приходится 100,00 мужчин. На каждые 100 женщин старше 18 лет приходится 98,10 мужчин.
Средний доход на домохозяйство в округе составлял 45 797 USD, на семью — 51 381 USD. Среднестатистический заработок мужчины был 42 227 USD против 27 216 USD для женщины. Доход на душу населения составлял 20 078 USD. Около 6,70 % семей и 9,10 % общего населения находились ниже черты бедности, в том числе — 11,60 % молодёжи (тех, кому ещё не исполнилось 18 лет) и 7,00 % тех, кому было уже больше 65 лет.